# تشريح القط

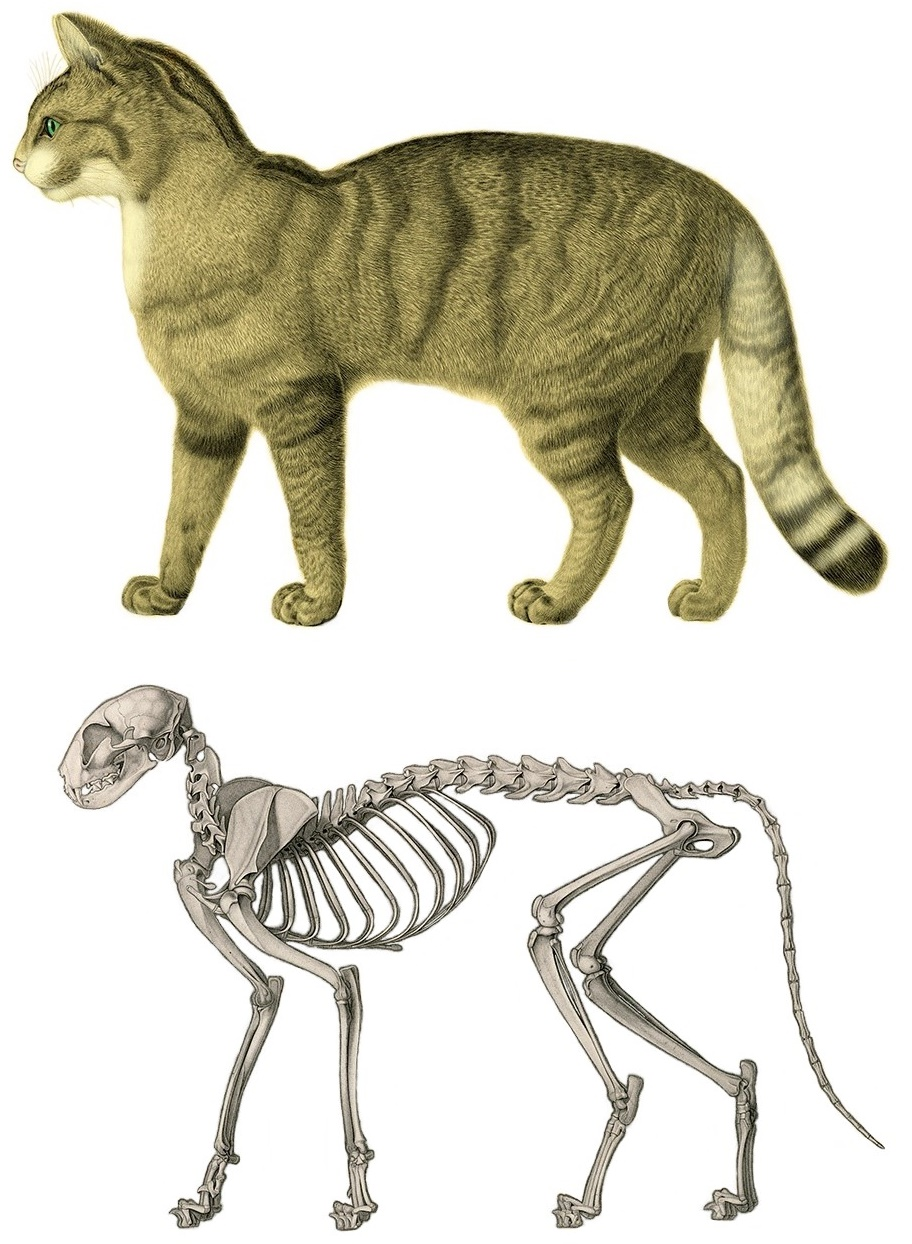
الهيكل العظمي لقط منزلي.

يشمل تشريح القط دراسات تشريحية للأجزاء المرئية من جسم القط المنزلي، والتي تشبه تلك الموجودة في باقي الأعضاء في جنس قط.

## الفم

### الأسنان الدائمة

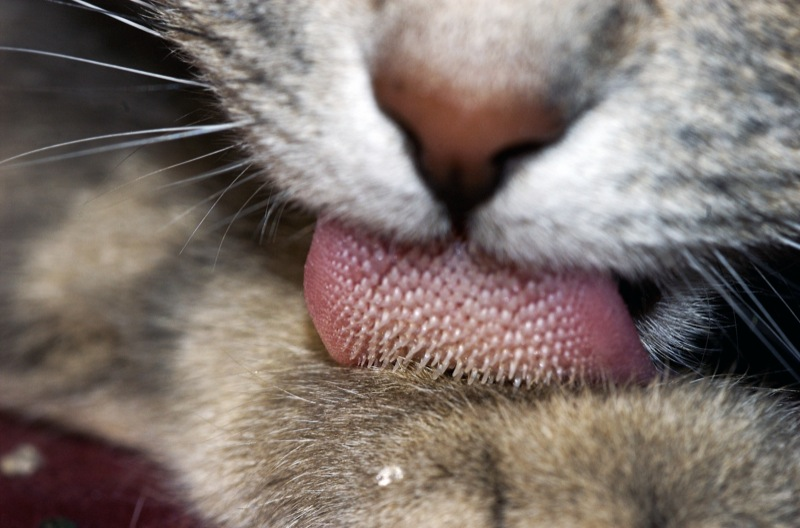
الأشواك الحادة أو الحليمات في لسان القط. توجد خمسة أنواع من الحليمات على السطح العلوي للسان: الخيطية، الفطرية، الشريطية، الدائرية، والمخروطية.

القطط هي حيوانات آكلة للحوم لديها أسنان متخصصة للغاية. هناك أربعة أنواع من الأسنان الدائمة في الفم: اثني عشر قاطعًا، وأربعة أنياب، وعشرة ضواحك، وأربعة طواحن. تقع الضواحك والطاحونة الأولى على كل جانب من الفم، وتُسمى هذه المجموعة بالزوج القاطعي. يختص الزوج القاطعي بقطع الطعام وهو موازي للفك. تقع القواطع في الجزء الأمامي من الفم العلوي والسفلي، وهي صغيرة وضيقة ولها جذر واحد. تُستخدم هذه الأسنان للإمساك بالطعام وعضه.

### الأسنان اللبنية
تمتلك القطط أيضًا أسنانًا لبنية قبل تكوّن الأسنان الدائمة. تظهر هذه الأسنان بعد سبعة أيام من الولادة وتتكون من 26 سنًا مع اختلافات بسيطة. في هذه المرحلة، يحتوي الفم على قواطع أصغر، وأنياب علوية رفيعة ومنحنية بشدة، وأنياب سفلية عمودية، وطواحين علوية وسفلية أصغر. ورغم أن الطواحين أصغر مقارنة بالأسنان الدائمة، إلا أن هناك تشابهًا واضحًا بينها.

### اللسان
يغطي لسان القط غشاء مخاطي، ويتواجد على سطحه العلوي خمسة أنواع من الأشواك الحادة أو الحليمات، وهي الخيطية، والفطرية، والشريطية، والدائرية، والمخروطية. تساعد هذه الحليمات القط في تنظيف نفسه. تعمل حاسة الشم والتذوق لدى القط معًا بشكل وثيق، حيث يحتوي على عضو فوميرونازي (عضو جاكوبسون) الذي يتيح له استخدام لسانه لاكتشاف الروائح. كما تسهم العضلات الطولية والعرضية والرأسية في حركة لسانه.

## الأذن
تتمتع القطط بآذان حساسة يمكنها التحرك بشكل مستقل عن بعضها البعض تمامًا مثل الكلاب. بفضل هذه القدرة على الحركة، يستطيع القط توجيه جسمه في اتجاه بينما توجه آذانه في اتجاه آخر. تتكون العضلات الأذنية الأمامية والخلفية والعلوية والسفلية من خمس عشرة عضلة تعمل معًا لتوفير هذه الحركة. تمتلك معظم القطط آذانًا مثلثية ومستقيمة تشير للأعلى. وعلى عكس الكلاب، تعد السلالات ذات الأذان المعلقة نادرة جدًا، (مثل القط الإسكتلندي مطوي الأذن الذي تمتاز بهذا التحور الفريد). عندما يشعر القط بالغضب أو الخوف، يقوم بتسطيح آذانه مع إصدار أصوات مزمجرة أو فحيح. كما يثني القط آذانه أثناء اللعب أو عندما يلتقط صوتًا قادمًا من خلفه. من الملاحظ أيضًا وجود طية جلدية تشكل جيبًا في الجزء الخلفي السفلي من الأذن، والمعروفة باسم "جيب هنري"، التي غالبًا ما تكون بارزة. وظيفتها غير واضحة، ولكن من الممكن أنها تساعد في تصفية الأصوات.

## الأنف
القطط كائنات إقليمية للغاية، وإفراز الروائح يلعب دورًا رئيسيًا في تواصل القطط. يساعد الأنف القطط في التعرف على الأراضي والمنافسين والأزواج المحتملين، وكذلك في تحديد موقع الطعام، وله العديد من الاستخدامات الأخرى. يُعتقد أن حاسة الشم لدى القطط أكثر حساسية بحوالي أربعة عشر مرة من حاسة الشم لدى البشر. الجزء الجلدي من الأنف (المعروف بالرينياريم) قوي إلى حد ما. يختلف لونه وفقًا للتركيب الوراثي للقط. على الرغم من أن لون جلد القط مشابه لفروه، فإن لون جلد الأنف يتأثر بجين مخصص لذلك. القطط ذات الفرو الأبيض تكون بشرتها أكثر عرضة للتأثيرات الضارة للأشعة فوق البنفسجية مما قد يسبب لها السرطان.